# Kidneythieves
Kidneythieves est un groupe de rock industriel alternatif américain fondé en 1997 autour de la chanteuse Free Dominguez et du guitariste/producteur Bruce Somers.
Le groupe est composé de Chris Schleyer (guitare), Christian Dorris (basse), et Sean Sellers (Batterie).

## Biographie
Formé en 1997, Kidneythieves a pendant ses premières années d'existence été un duo composé de Free Dominguez et du polyvalent producteur/ multi-instrumentiste Bruce M. Somers. Ce n'est qu'en 2002 que les le duo est devenu un quintet avec les arrivées de Chris Schleyer (guitare), Christian Dorris (basse) et Sean Sellers (batterie).
Entre-temps Kidneythieves a sorti en 1998 un premier LP (Trickster) chez Push Records, puis trois ans plus tard un EP intitulé Phi in the Sky chez Extasy International. Entre rock, metal, indus et trip-hop, voilà comment Kidneythieves décrit sa musique. Début 2002, ZeroSpace, second album du groupe est publié. On peut aussi entendre dans le film La Reine des damnés une chanson de ce groupe : Before I'm Dead.
En 2010, le groupe auto-produit l'album Trypt0fanatic. Il est distribué sur leur site officiel.

## Deus Ex Invisible War
Certaines chansons de l'album Trickster ont été utilisées dans le jeu Deus Ex: Invisible War. Elles sont interprétées par la chanteuse de pop "NG Resonance". Beaucoup de joueurs ont demandé où ils pouvaient se procurer les chansons de la BO du jeu.

## Dissidia 012: Final Fantasy
Kidneythieves a été contacté par la société Square Enix pour réaliser le titre God in Fire spécialement pour le jeu Dissidia 012: Final Fantasy en collaboration avec Takeharu Ishimoto.

## Discographie

### Albums Studio
- Trickster (1998)
- Zerøspace (2002)
- Trypt0fanatic (2010)

### Albums Éditions spéciales
- Phi in the Sky (2001)
- Trickstereprocess (2004)

### Albums Live
- Kidneythieves Live in Chicago 2002 (2002)

Track Listing
1. Take A Train (Intro)
2. Black Bullet
3. Taxicab Messiah
4. Before I'm Dead
5. Crazy
6. Glitter Girl
7. Zerospace
8. Dyskrasia
9. Before I'm Dead Acoustic
10. Red & Violet

### Singles
- S+M (A Love Song) (1998)

## Présence dans les médias

### Bandes originales
- Bride of Chucky (1998)
  - Crazy (cover of a Willie Nelson song)
- Queen of the Damned (2002)
  - Before I'm Dead

### Séries télévisées
- First Wave (1998)
  - S&M (a Love Song) in Episode 10, Marker 262
- Wolf Lake (2001)
  - Black Bullet in Episode 1, Meat the Parents
- Les Experts : Miami (CSI: Miami) (2003)
  - Arsenal in Episode 209 (Season 2, Episode 09), Bait
- Warehouse 13 (2010)
  - Taxicab Messiah in Season 2, Episode 2, Mild Mannered